# Minamoto no Yukiie
Minamoto no Yukiie (源行家, morto em 1186) era o irmão de Minamoto no Yoshitomo, e um dos comandantes das forças do Clã Minamoto nas Guerras Genpei no final do Período Heian da História do Japão.
Em 1181, foi derrotado na Batalha de Sunomatagawa por Taira no Tomomori; foge, e para resistir destrói a ponte sobre o  Rio Yahagi, construindo um muro com os restos da ponte, na Batalha de Yahagigawa,  quando Tomomori foi acometido por uma febre e decidiu parar a perseguição .
Por algum tempo, Yukiie conspirou com Minamoto no Yoshinaka contra Yoritomo, chefe do clã. Sem dúvida, quando Yoshinaka sugeriu o sequestro do Imperador Go-Shirakawa, Yukiie lhe traiu, revelando seu plano ao Imperador, que por sua vez o revelou a Yoritomo . Yukiie foi decapitado em 1186 acusado  de alta traição.